# Günsberg
Günsberg es una comuna suiza del cantón de Soleura, ubicada en el distrito de Lebern. Limita al norte con la comuna de Herbetswil, al este con Farnern (BE), Attiswil (BE) y Kammersrohr, al sur con Hubersdorf y Riedholz, y al occidente con Balm bei Günsberg.